# Vazeilles-Limandre
Pour les articles homonymes, voir Vazeilles.
Vazeilles-Limandre est une commune française située dans le département de la Haute-Loire en région Auvergne-Rhône-Alpes.

## Géographie

### Localisation
La commune de Vazeilles-Limandre se trouve dans le département de la Haute-Loire, en région Auvergne-Rhône-Alpes.
Elle se situe à 22 km par la route du Puy-en-Velay, préfecture du département, et à 13 km de Saint-Paulien, bureau centralisateur du canton de Saint-Paulien dont dépend la commune depuis 2015 pour les élections départementales.
Les communes les plus proches sont : 
Vernassal (4,0 km), Fix-Saint-Geneys (4,0 km), Loudes (4,9 km), Saint-Jean-de-Nay (5,0 km), Siaugues-Sainte-Marie (5,6 km), Lissac (5,8 km), Chaspuzac (6,4 km), Sainte-Eugénie-de-Villeneuve (6,5 km).
| Fix-Saint-Geneys | Vernassal          | Lissac |
| Fix-Saint-Geneys | Vazeilles-Limandre | Loudes |
| Vissac-Auteyrac  | Saint-Jean-de-Nay  | Loudes |

### Géologie et relief
La superficie de la commune est de 1 172 hectares, l'altitude varie entre 877 et 1 197 mètres.

### Hydrographie
La commune est arrosée par la Musette. Une station de mesure de ce cours d'eau y est installée.

### Climat
Pour des articles plus généraux, voir Climat d'Auvergne-Rhône-Alpes et Climat de la Haute-Loire.
En 2010, le climat de la commune est de type climat des marges montargnardes, selon une étude du Centre national de la recherche scientifique s'appuyant sur une série de données couvrant la période 1971-2000. En 2020, Météo-France publie une typologie des climats de la France métropolitaine dans laquelle la commune est exposée à un climat de montagne ou de marges de montagne et est dans la région climatique Sud-est du Massif Central, caractérisée par une pluviométrie annuelle de 1 000 à 1 500 mm, minimale en été, maximale en automne.
Pour la période 1971-2000, la température annuelle moyenne est de 8,3 °C, avec une amplitude thermique annuelle de 16 °C. Le cumul annuel moyen de précipitations est de 822 mm, avec 8,9 jours de précipitations en janvier et 6,8 jours en juillet. Pour la période 1991-2020, la température moyenne annuelle observée sur la station météorologique de Météo-France la plus proche, « Fix-Saint-Geneys », sur la commune de Fix-Saint-Geneys à 4 km à vol d'oiseau, est de 8,2 °C et le cumul annuel moyen de précipitations est de 912,7 mm,. Pour l'avenir, les paramètres climatiques de la commune estimés pour 2050 selon différents scénarios d'émission de gaz à effet de serre sont consultables sur un site dédié publié par Météo-France en novembre 2022.

### Voies de communication et transports

#### Voies routières
La Nationale N 102 reliant Brioude au Puy-en-Velay traverse la commune.

#### Transport ferroviaire
La gare de Darsac est située à 6 km sur la ligne ferroviaire reliant Brioude au Puy-en-Velay.

#### Transports aériens
L'aéroport le plus proche de Vazeilles-Limandre est celui du Puy - Loudes à 7 km au sud.

## Urbanisme

### Typologie
Au 1er janvier 2024, Vazeilles-Limandre est catégorisée commune rurale à habitat très dispersé, selon la nouvelle grille communale de densité à sept niveaux définie par l'Insee en 2022.
Elle est située hors unité urbaine. Par ailleurs la commune fait partie de l'aire d'attraction du Puy-en-Velay, dont elle est une commune de la couronne,. Cette aire, qui regroupe 59 communes, est catégorisée dans les aires de 50 000 à moins de 200 000 habitants,.

### Occupation des sols
L'occupation des sols de la commune, telle qu'elle ressort de la base de données européenne d’occupation biophysique des sols Corine Land Cover (CLC), est marquée par l'importance des territoires agricoles (76,5 % en 2018), une proportion sensiblement équivalente à celle de 1990 (76,6 %). La répartition détaillée en 2018 est la suivante : 
prairies (34,6 %), zones agricoles hétérogènes (34,1 %), forêts (23,5 %), terres arables (7,8 %). L'évolution de l’occupation des sols de la commune et de ses infrastructures peut être observée sur les différentes représentations cartographiques du territoire : la carte de Cassini (XVIIIe siècle), la carte d'état-major (1820-1866) et les cartes ou photos aériennes de l'IGN pour la période actuelle (1950 à aujourd'hui).

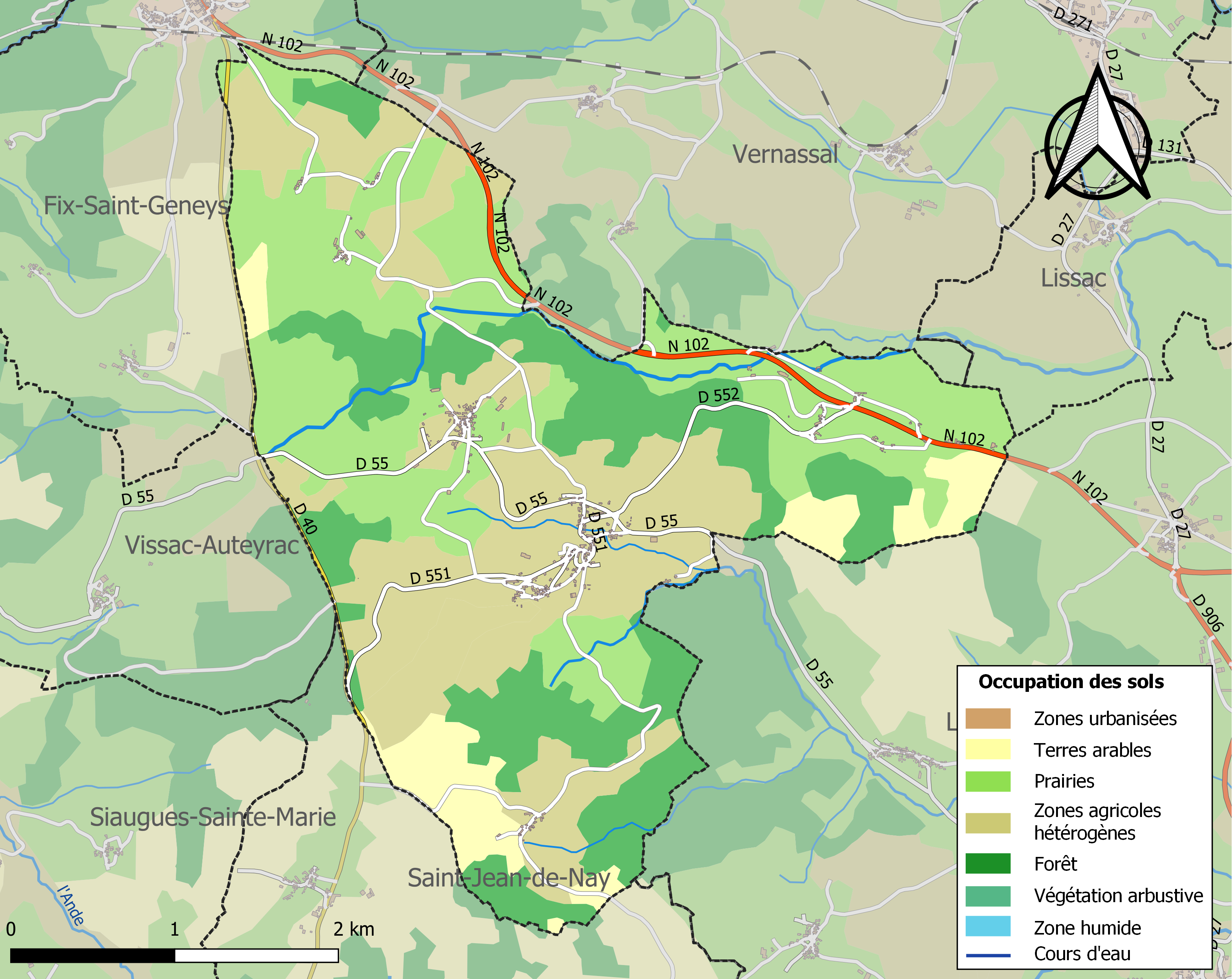
Carte des infrastructures et de l'occupation des sols de la commune en 2018 (CLC).

### Morphologie urbaine
Le village est séparé en deux parties, Vazeilles-bas et Vazeilles-haut.
En plus du bourg, la commune comprend les hameaux de Beauregard, Fressanges, Limandre, Ninirolles et Sauzet.

### Habitat et logement
En 2018, le nombre total de logements dans la commune était de 160, alors qu'il était de 151 en 2013 et de 145 en 2008.
Parmi ces logements, 64,9 % étaient des résidences principales, 30 % des résidences secondaires et 5,1 % des logements vacants. Ces logements étaient pour 94,2 % d'entre eux des maisons individuelles et pour 5,8 % des appartements.
Le tableau ci-dessous présente la typologie des logements à Vazeilles-Limandre en 2018 en comparaison avec celle de la Haute-Loire et de la France entière. Une caractéristique marquante du parc de logements est ainsi une proportion de résidences secondaires et logements occasionnels (30 %) supérieure à celle du département (16,1 %) et à celle de la France entière (9,7 %). Concernant le statut d'occupation de ces logements, 77,2 % des habitants de la commune sont propriétaires de leur logement (79,2 % en 2013), contre 70 % pour la Haute-Loire et 57,5 pour la France entière.
| Typologie                                               | Vazeilles-Limandre | Haute-Loire | France entière |
| ------------------------------------------------------- | ------------------ | ----------- | -------------- |
| Résidences principales (en %)                           | 64,9               | 71,5        | 82,1           |
| Résidences secondaires et logements occasionnels (en %) | 30                 | 16,1        | 9,7            |
| Logements vacants (en %)                                | 5,1                | 12,4        | 8,2            |

## Toponymie

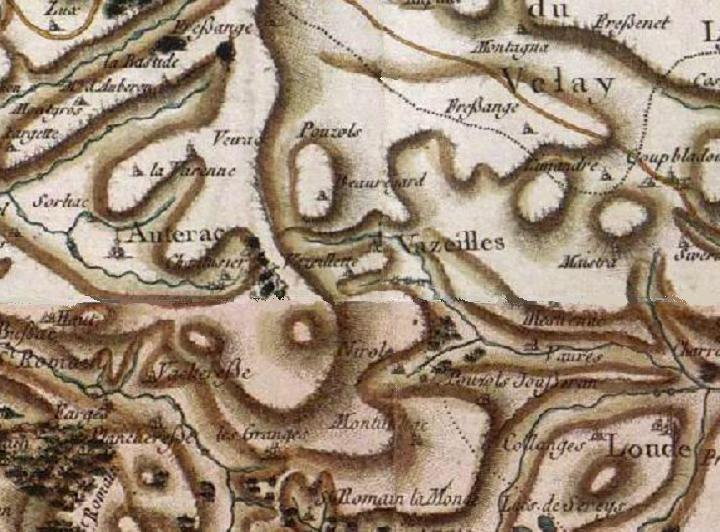
Extrait de la carte Cassini

Le nom de la commune viendrait de Vallilias qui signifie « petite vallée », mot d'origine latine.
La distinction entre Vazeilles-bas et Vazeilles-haut est apparue depuis le XIVe siècle. Pour Vazeilles-bas, on rencontre les appellations Villa inferior de Vazelhas (1342), Vazellas inferior (1459), Vaselhas Bassas (1538) et pour Vazeilles-haut : Villa superior de Vazelhas (1347), Vazehlas Sobeyranas (1457).
On rencontre ensuite Parochia de Vasilis (1470), Vazaleiz (1511) et Vazeilles sur la carte de Cassini (1769 environ).

## Histoire
La découverte de vestiges de l'époque gallo-romaine sur le site de la commune témoigne d'une présence humaine dès cette époque.
Le premier document écrit, en 969, mentionnant Vazeilles est le Cartulaire de Brioude. Il présente Vazeilles comme une "villa" dépendant de la "vicairie" de Saint-Paulien.
Le prieuré de Saint-Pierre est connu avec certitude depuis 1252, date de sa première évocation dans un document écrit. Il est desservi par le prieur Jarenton de Fourchade et son chapelain. Il est uni à l'aumônerie de la Chaise-Dieu en 1332.
Lors d'une de ses six campagnes, le brigand Louis Mandrin traversa la commune le 25 décembre 1754.
Vazeilles-Limandre fut durant des siècles un point de passage obligé pour le trajet du Puy-en-Velay à Clermont-Ferrand. Une auberge, également relais de diligences, a existé depuis au moins 1792.
La bénédiction solennelle  du nouveau cimetière a eu lieu le 16 octobre 1881.
À la fin du XVIIIe siècle, l'activité liée à la dentelle était très florissante dans le Velay. Une grosse partie de la production était réalisée dans les villages, comme à Vazeilles-Limandre. L'intermédiaire entre les ouvrières et les marchands (situés au Puy en Velay, à Craponne ou à Allègre) était assuré par les "leveuses". Cette activité (ouvrières, leveuse) s'est poursuivie dans le village de Vazeilles-Limandre jusque vers 1950 environ.
Durant la même période, certaines femmes du village vendaient leurs cheveux à des perruquiers.
Dans les années 1900 - 1920, il a été envisagé d'exploiter le sol, riche en barite (ou baryte, barytine: minéral composé de sulfate de baryum), mais les moyens de transport de l'époque n'ont pas permis de le faire.
Une autre activité manuelle s'est éteinte au milieu du XXe siècle : la fabrique de gants au crochet.
Une colonie de vacances (d'Argenteuil) a été implantée au début des années 1950, sous l'impulsion de François Spahnagel. Le bâtiment est en pierres du pays et avait été construit par un couple d’agriculteurs de Vazeilles, Mme et M. Vigouroux entre 1930 et 1935 pour en faire leur habitation, l’autre partie de la construction étant destinée à l’exploitation agricole". La "colonie" a été rachetée par la commune en 2012.
Le dernier moulin de la commune à avoir été en activité est le moulin de Sarrail qui a cessé son activité de moulin vers les années 1950. Une activité de scierie, qui avait démarré dans les années 1900 a, quant à elle, cessé en 1991.
L'eau courante arrive dans la majorité des foyers durant l'automne 1955, mais la totalité de la commune ne sera desservie qu'en décembre 1964.io
En novembre 2018, la transformation de l'ancienne colonie en logements est achevée. Les premiers locataires ont emménagé. 2018 a également vu l'attribution de noms aux rue du village.

## Politique et administration

### Découpage territorial
La commune de Vazeilles-Limandre est membre de la communauté d'agglomération du Puy-en-Velay, un établissement public de coopération intercommunale (EPCI) à fiscalité propre créé le 26 décembre 2016 dont le siège est à Le Puy-en-Velay. Ce dernier est par ailleurs membre d'autres groupements intercommunaux.
Sur le plan administratif, elle est rattachée à l'arrondissement du Puy-en-Velay, au département de la Haute-Loire, en tant que circonscription administrative de l'État, et à la région Auvergne-Rhône-Alpes.
Sur le plan électoral, elle dépend du canton de Saint-Paulien pour l'élection des conseillers départementaux, depuis le redécoupage cantonal de 2014 entré en vigueur en 2015, et de la deuxième circonscription de la Haute-Loire   pour les élections législatives, depuis le redécoupage électoral de 1986.

### Administration municipale
Le nombre d'habitants de la commune étant compris entre 100 et 499 au dernier recensement, le nombre de membres du conseil municipal est de 11.

### Liste des maires
| Période                                  | Période                       | Identité         | Étiquette | Qualité |
| ---------------------------------------- | ----------------------------- | ---------------- | --------- | ------- |
| Les données manquantes sont à compléter. |                               |                  |           |         |
| 1908                                     | 1925                          | Julien Brun      |           |         |
| 1925                                     | 1947                          | Firmin Vigouroux |           |         |
| 1947                                     | 1953                          | Antonin Bérard   |           |         |
| 1953                                     | 1965                          | Paul Gardès      |           |         |
| 1965                                     | 2008                          | Joachim Mazoyer  | DVD       |         |
| 2008                                     | En cours (au 23 octobre 2021) | Yves Tafin       |           |         |

### Jumelages
Au 21 février 2013, Vazeilles-Limandre n'est jumelée avec aucune commune.

## Population et société

### Démographie

#### Évolution démographique
L'évolution du nombre d'habitants est connue à travers les recensements de la population effectués dans la commune depuis 1793. Pour les communes de moins de 10 000 habitants, une enquête de recensement portant sur toute la population est réalisée tous les cinq ans, les populations de référence des années intermédiaires étant quant à elles estimées par interpolation ou extrapolation. Pour la commune, le premier recensement exhaustif entrant dans le cadre du nouveau dispositif a été réalisé en 2006.

En 2022, la commune comptait 265 habitants, en évolution de +5,58 % par rapport à 2016 (Haute-Loire : +0,36 %, France hors Mayotte : +2,11 %).
| 1793 | 1800 | 1806 | 1821 | 1831 | 1836 | 1841 | 1846 | 1851 |
| ---- | ---- | ---- | ---- | ---- | ---- | ---- | ---- | ---- |
| 441  | 344  | 412  | 429  | 472  | 489  | 483  | 426  | 480  |

| 1856 | 1861 | 1866 | 1872 | 1876 | 1881 | 1886 | 1891 | 1896 |
| ---- | ---- | ---- | ---- | ---- | ---- | ---- | ---- | ---- |
| 506  | 554  | 513  | 483  | 503  | 508  | 533  | 514  | 531  |

| 1901 | 1906 | 1911 | 1921 | 1926 | 1931 | 1936 | 1946 | 1954 |
| ---- | ---- | ---- | ---- | ---- | ---- | ---- | ---- | ---- |
| 515  | 511  | 507  | 406  | 420  | 439  | 420  | 339  | 300  |

| 1962 | 1968 | 1975 | 1982 | 1990 | 1999 | 2006 | 2011 | 2016 |
| ---- | ---- | ---- | ---- | ---- | ---- | ---- | ---- | ---- |
| 294  | 263  | 259  | 224  | 202  | 211  | 226  | 247  | 251  |

| 2021 | 2022 | - | - | - | - | - | - | - |
| ---- | ---- | - | - | - | - | - | - | - |
| 266  | 265  | - | - | - | - | - | - | - |

#### Pyramide des âges
La population de la commune est relativement jeune.
En 2018, le taux de personnes d'un âge inférieur à 30 ans s'élève à 36,6 %, soit au-dessus de la moyenne départementale (31 %). À l'inverse, le taux de personnes d'âge supérieur à 60 ans est de 24,7 % la même année, alors qu'il est de 31,1 % au niveau départemental.
En 2018, la commune comptait 126 hommes pour 132 femmes, soit un taux de 51,16 % de femmes, légèrement supérieur au taux départemental (50,87 %).
Les pyramides des âges de la commune et du département s'établissent comme suit.
| Hommes | Classe d’âge | Femmes |
| ------ | ------------ | ------ |
| 1,6    | 90 ou +      | 0,8    |
| 4,9    | 75-89 ans    | 9,4    |
| 14,6   | 60-74 ans    | 18,0   |
| 22,8   | 45-59 ans    | 14,8   |
| 20,3   | 30-44 ans    | 19,5   |
| 14,6   | 15-29 ans    | 12,5   |
| 21,1   | 0-14 ans     | 25,0   |

| Hommes | Classe d’âge | Femmes |
| ------ | ------------ | ------ |
| 0,9    | 90 ou +      | 2,5    |
| 8,4    | 75-89 ans    | 11,7   |
| 20,4   | 60-74 ans    | 20,5   |
| 21,3   | 45-59 ans    | 20,3   |
| 16,8   | 30-44 ans    | 16,3   |
| 15,2   | 15-29 ans    | 13,2   |
| 17     | 0-14 ans     | 15,6   |

### Enseignement
La commune administre une école maternelle et une école élémentaire (de 28 élèves) communales.

### Manifestations culturelles et festivités
La vogue, fête de la commune, a lieu le premier week-end d'août.

### Santé
Aucun établissement de santé n'existe dans la commune, les plus proches sont situés à Loudes, à quelques kilomètres.

### Sports
La commune ne dispose pas d'installations sportives en propre.
Peuvent être pratiqués à proximité: tennis, karting, aéromodélisme, vol à voile, pilotage, golf, natation (eau vive ou piscine), canoë, etc.

### Cultes
La commune dépend de la paroisse catholique Saint-Jean en Velay volcanique au sein du secteur paroissial du Haut-Velay, du diocèse du Puy-en-Velay. Cette paroisse regroupe les clochers de Chaspuzac, Fix-Saint-Geneys, Le Vernet, Saint-Jean-de-Nay, Saint-Vidal
Sanssac-l’Église, Vazeilles-Limandre et Vergezac.

## Économie

### Revenus
En 2018, la commune compte 110 ménages fiscaux, regroupant 258 personnes. La médiane du revenu disponible par unité de consommation est de 19 410 € (20 800 € dans le département).

### Emploi
| Division       | 2008  | 2013  | 2018  |
| -------------- | ----- | ----- | ----- |
| Commune        | 5,4 % | 4,1 % | 6 %   |
| Département    | 6,3 % | 7,7 % | 7,7 % |
| France entière | 8,3 % | 10 %  | 10 %  |

En 2018, la population âgée de 15 à 64 ans s'élève à 153 personnes, parmi lesquelles on compte 78,5 % d'actifs (72,5 % ayant un emploi et 6 % de chômeurs) et 21,5 % d'inactifs,. Depuis 2008, le taux de chômage communal (au sens du recensement) des 15-64 ans est inférieur à celui de la France et du département.
La commune fait partie de la couronne de l'aire d'attraction du Puy-en-Velay, du fait qu'au moins 15 % des actifs travaillent dans le pôle,. Elle compte 61 emplois en 2018, contre 55 en 2013 et 35 en 2008. Le nombre d'actifs ayant un emploi résidant dans la commune est de 112, soit un indicateur de concentration d'emploi de 54,7 % et un taux d'activité parmi les 15 ans ou plus de 61,1 %.
Sur ces 112 actifs de 15 ans ou plus ayant un emploi, 44 travaillent dans la commune, soit 39 % des habitants. Pour se rendre au travail, 68,8 % des habitants utilisent un véhicule personnel ou de fonction à quatre roues, 0,9 % les transports en commun, 12 % s'y rendent en deux-roues, à vélo ou à pied et 18,3 % n'ont pas besoin de transport (travail au domicile).

### Entreprises et commerces
Agriculture, élevage (bovin, ovin, caprin et avicole), cultures (céréales, lentilles), salaisons, fromages et autres produits de la ferme, pépinière, restauration sont les principales activités économiques présentes dans la commune.
La commune de Vazeilles Limandre, classée ZRR, est située dans la zone AOC de la lentille AOC verte du Puy en Velay, premier légume AOC depuis le 7 août 1996.
Une auberge avec spécialités de bouchon lyonnais, pizzeria, location d'ânes et hébergement en roulottes a été ouverte en 2008 mais est fermée depuis 2016. L'auberge du cocher sur la RN102 à Limandre est ouverte depuis plus longtemps. Il faut également signaler la présence de plusieurs gîtes dans la commune.

## Culture locale et patrimoine

### Comparatif
- Vue générale en venant de Loudes (Début XXe siècle et début XXIe siècle)

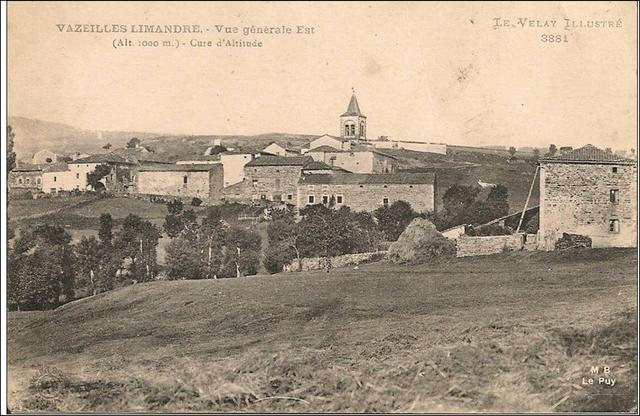
Début XXe siècle

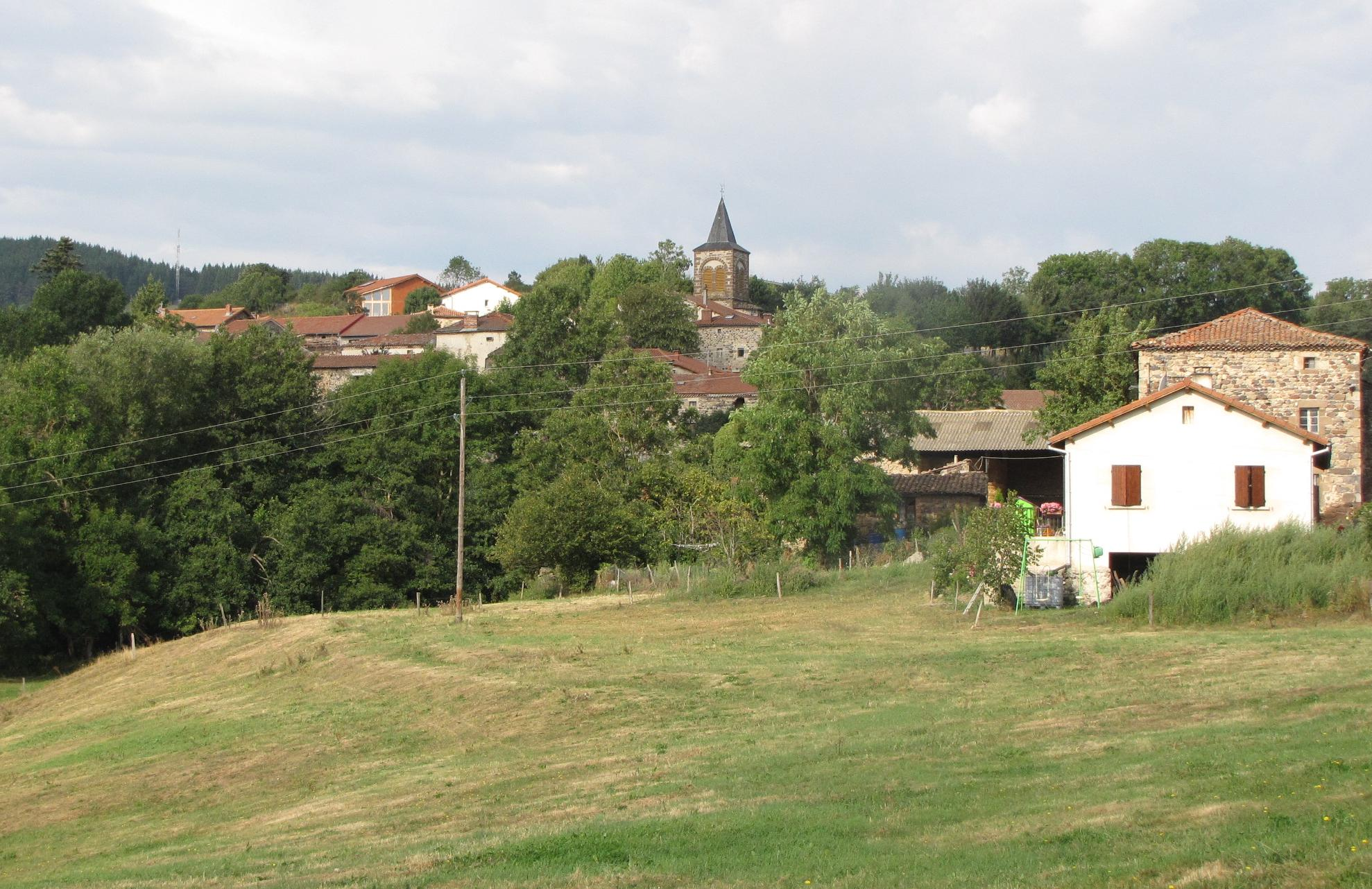
Début XXIe siècle

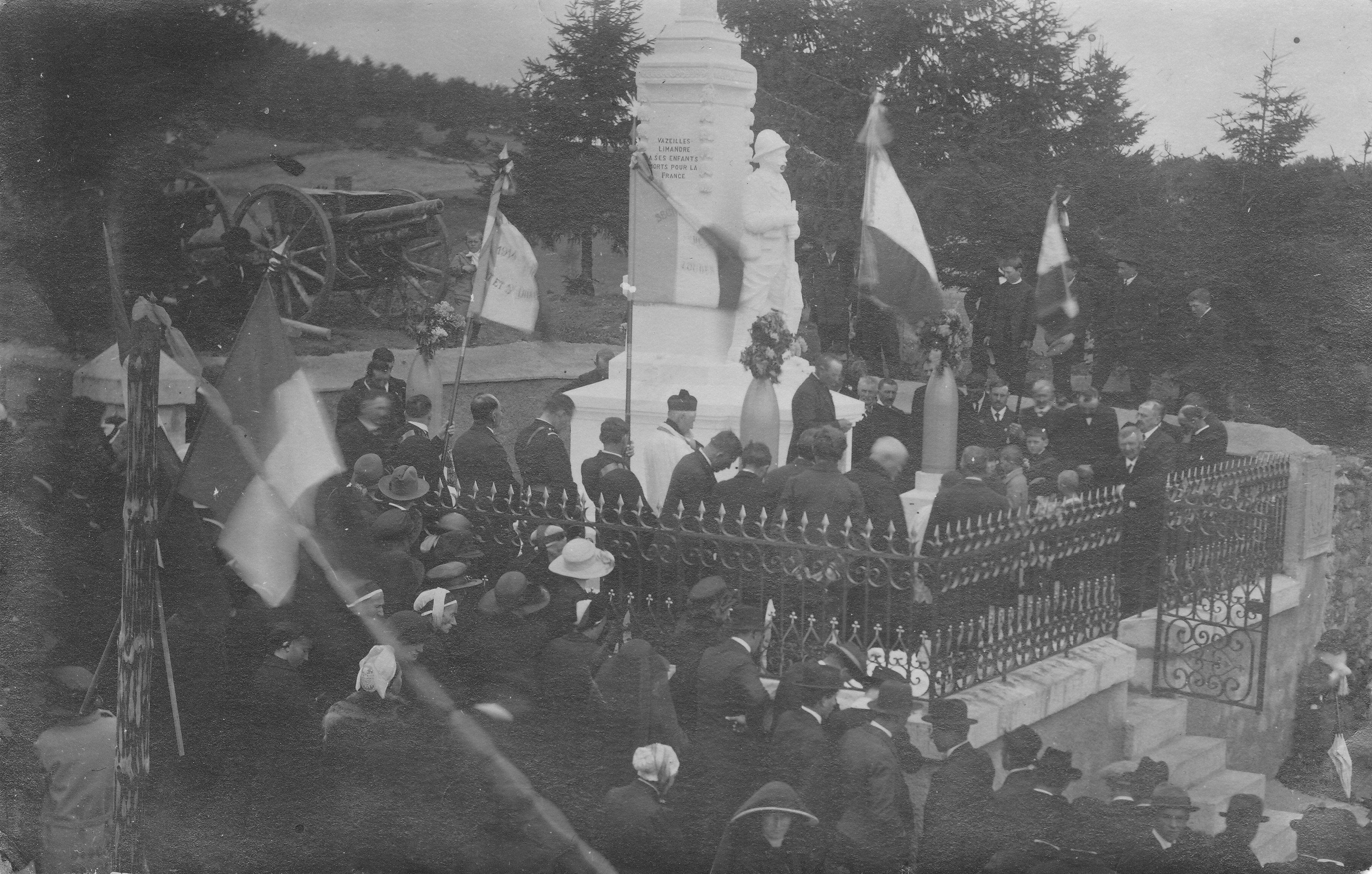
1930

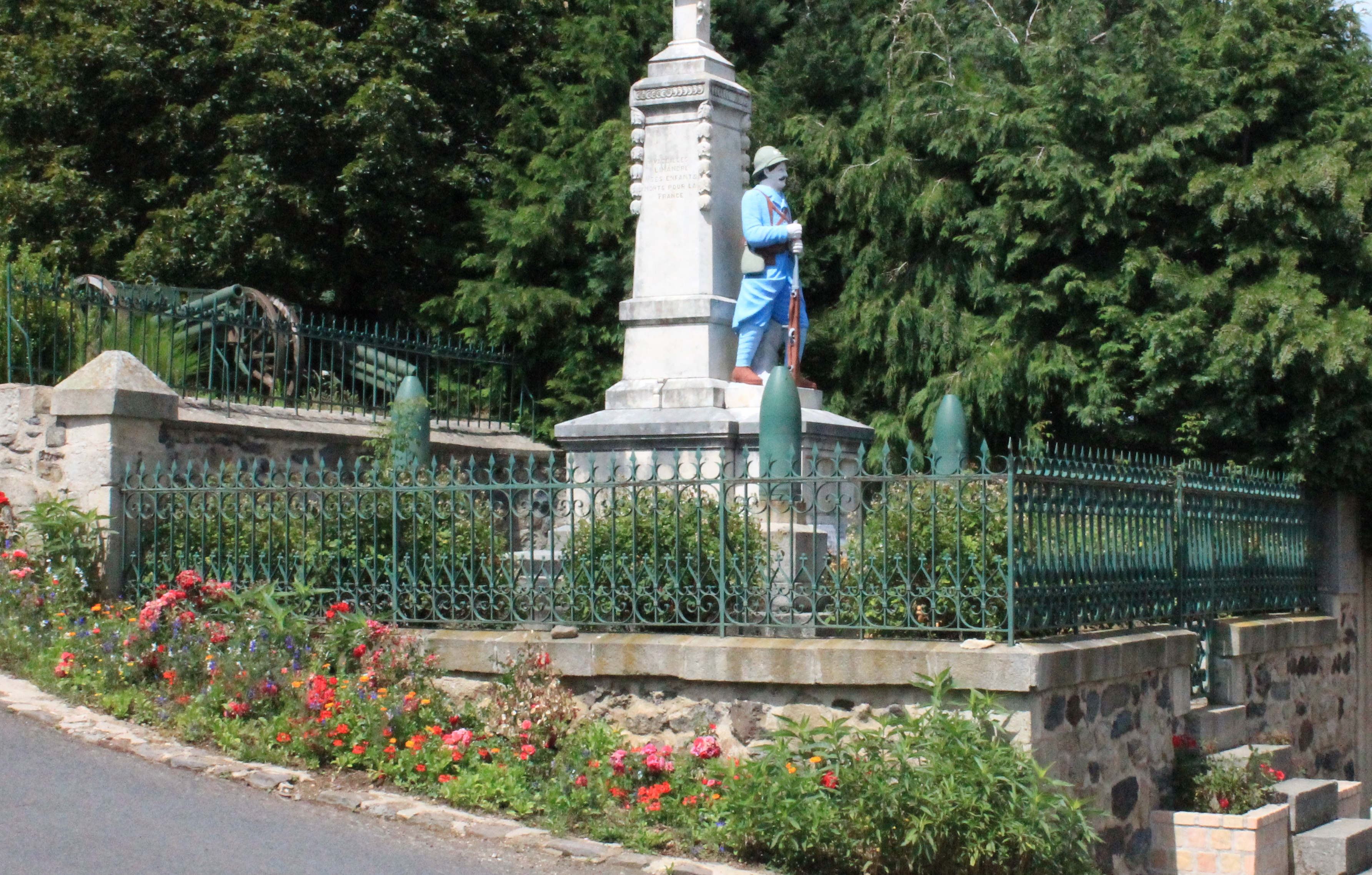
2012

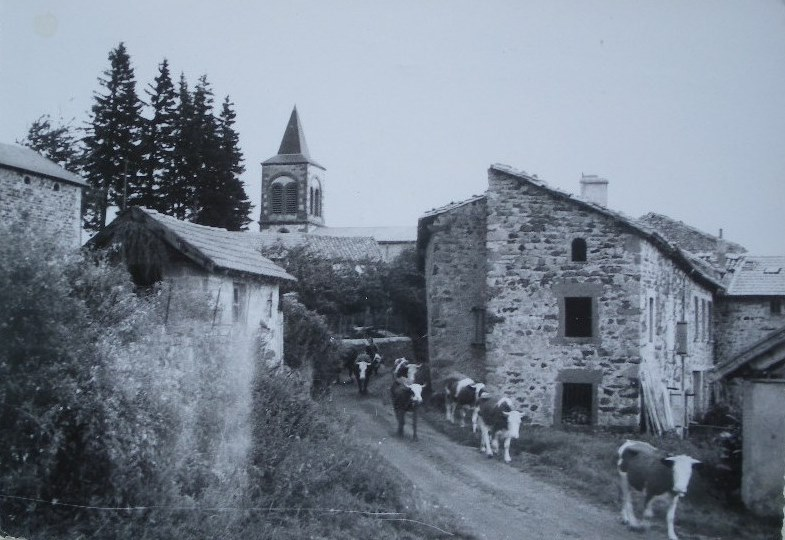
1960

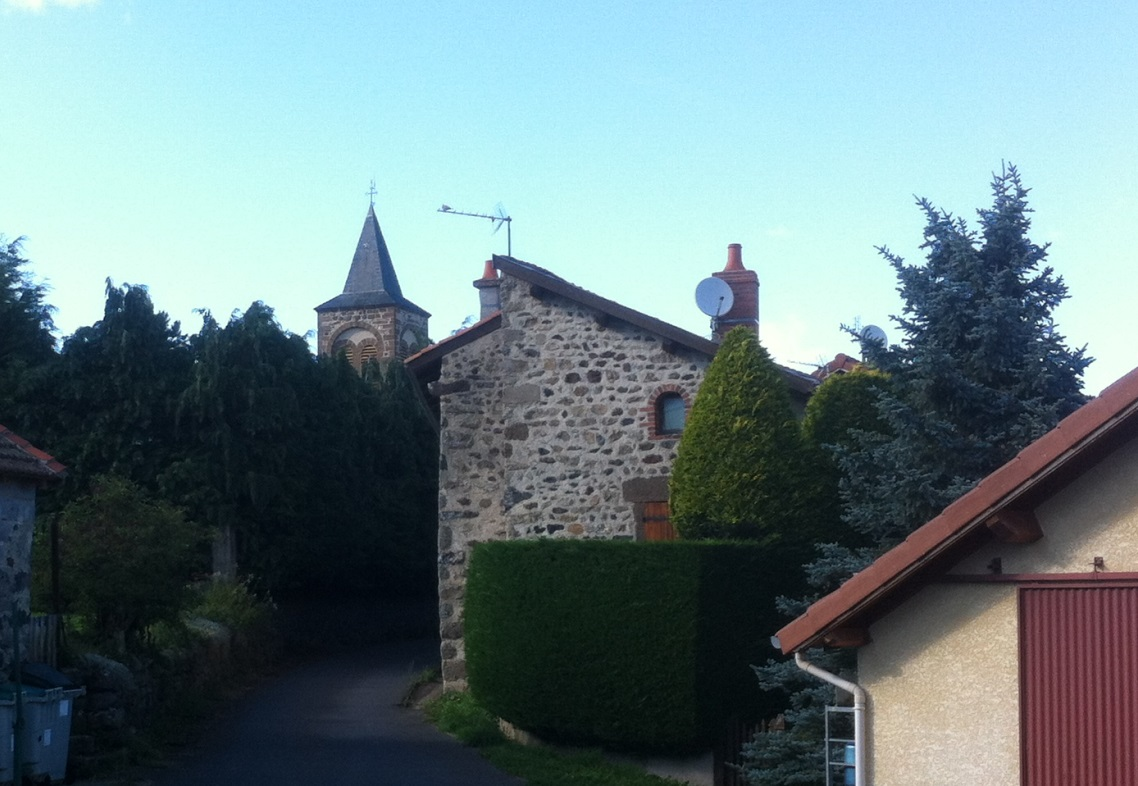
2016

- Monument aux morts (1930 et 2012)

- Centre village (1960 et 2016)

### Monuments et lieux touristiques

#### Église duXIIe-XIIIesiècle
Mentionnée dès 1252 comme le « prieuré de Saint Pierre de Vazeilles », elle a l'élégance et les tons du méridional et pose une note de couleur sur le village avec ses tuiles rouges et ses pierres polychromes. Comme beaucoup d'églises romanes de cette époque, remarquables par la sobriété et l'équilibre de leur architecture, elle n'appartient pas à un style unique et les influences auvergnates et provençales y sont visibles, ce qui est courant en Haute-Loire.

#### Maison de la Béate
Le village, comme de nombreux villages de la Haute Loire, abritait une maison de la Béate ou assemblée. Vazeilles en a même abrité deux.
La première était située dans le bourg principal à proximité de l'église. Un linteau mentionne la date de 1753, tout comme la maison de la Béate de Loudes/Civeyrac. Elle a ensuite servi d'école de garçons jusqu'en 1935, date à laquelle les deux écoles de filles et de garçons furent réunies à l'emplacement actuel de l'école et de la mairie. Il convient de noter, qu'en 1934, le maître d'école (enseignant pour les garçons) a préféré faire ses cours dans l'école de filles pour être près de sa femme enceinte; cette année-là, la maison de la béate a alors servi d'école de filles. Puis elle est passée dans le domaine privé en 1948. Elle a notamment servi d'entrepos pour le commerce du village puis pour le commerce de Loudes. Elle a à cette époque fait l'objet de plusieurs cambriolages. Elle a été restaurée en 2007.
La seconde était située à Beauregard. Elle sert maintenant de logement et est louée à l'année.

#### Four à pain - four banal
Après la fin du monopole attaché à l'utilisation en commun de certains équipements  comme le four (sous l'Ancien Régime), la société rurale conserva cette pratique collective de la cuisson du pain. Les habitants des villages se groupaient pour bâtir un four commun, dit four banal. Le 11 juin 1939 le conseil municipal autorise les réparations à effectuer au four banal, les ressources provenant de la vente d'une coupe de bois. Le four à pain de Vazeilles-Limandre a été à nouveau restauré en 1989.

#### Croix
Il y a de nombreuses croix sur la commune de Vazeilles-Limandre. La majorité d'entre elles ont été restaurées puis bénies en 1989, lors d'un chemin de croix.

#### Calvaire
Le calvaire du Monteil (1846), à l'entrée du village, offre un point de vue sur Vazeilles-bas et l'église. Il fut honoré pour la Saint Sylvestre 2020.

#### Monument aux morts
Le monument aux morts, dont la réalisation a été décidée en 1921, a été réalisé par le sculpteur Jean Arnaud. La Complainte du Poilu a été écrite en hommage aux poilus.

#### Promenades
De nombreux chemins de randonnées sillonnent la région.
Le PR473 et le PR474 traversent le territoire de la commune pour rejoindre le GR40. Ils permettent de découvrir des paysages et des panoramas exceptionnels à 1 000 mètres d'altitude qui offrent une vue sur l'ensemble des monts du Velay, et, au-delà des crêtes, sur l'Auvergne. Plus bas, on distingue le bassin du Puy en Velay. Par temps clair, on peut voir au fond à l'horizon, les monts du Dauphiné et la chaîne du Mont-Blanc.

#### Marais de Limagne
Le village est situé à six kilomètres du marais de Limagne, situé à Siaugues-Sainte-Marie, qui constitue l'un des sites les plus remarquables de Haute-Loire. Site d'une exceptionnelle richesse écologique, le marais de Limagne s'offre au visiteur telle une large plaie dans le plateau du Devès. Ce spectacle s'explique par l'origine volcanique du lieu. Le marais de Limagne s'est en effet développé dans ce qu'on appelle un cratère de maar, volcan né de la rencontre explosive entre une remontée de magma et une nappe d'eau. Une vaste tourbière occupe le fonds de la dépression. Plusieurs espèces protégées au niveau national peuvent y être observées.

#### Compostelle
Le village est situé à treize kilomètres de la Via Podiensis du Pèlerinage de Saint-Jacques-de-Compostelle et peut donc servir de point d’étape.

### Patrimoine culturel
Voilà le texte de 'La complainte du Poilu' chanson composée par un groupe d'habitants.
(A la mémoire d’Ernest Léon MOULARD, mort dans son lit le 26 novembre 1998)
Sur l’air du Déserteur, de Boris Vian :
| 1. Je suis né à Vazeilles Au fin fond de l’Auvergne Ma mère était fermière, Mon père, c’était pareil. | 2. J’aimais me balader Sur les bords de l’Allier Pour faire des ricochets Et pêcher des brochets. | 3. Un jour ma vie changea Quand l’gendarme arriva Et du fait d’mes pieds plats Spécialement m’affecta. | 4. Je partis pour le front Avec deux beaux canons Tirer sur l’Allemand Qu’était dans l’mauvais camp. |
| --- | ------------------------------------------------------------------------------------------------- | --- | --- |
| 5. Je fus récompensé D’une belle médaille dorée Je revins au pays Pour retrouver ma mie               | 6. Poilu je fus reçu Et poilu je demeure Et quand l’homme mourra, Le poilu restera.               | 7. C’est grâce à Recrutons(*) Que j’ai eu du renom Et que malgré mon âge On fait cette chanson.        | 8. Depuis dans chaque village On admire mon image Mais la seule en couleur À Vazeilles demeure.      |
| |                                                                                                   | | |
| |                                                                                                   | | |

(*) nom du gendarme qui a recruté Ernest Léon

### Héraldique, logotype et devise
| Blason de Vazeilles-Limandre | Blason  | D'azur au chevron d'argent accompagné en pointe d'un huchet d'or, l'embouchure à dextre ; au chef de gueules chargé de trois étoiles d'or. |
| Blason de Vazeilles-Limandre | Détails | Armes de la famille de Dorlhac. Le statut officiel du blason reste à déterminer.                                                           |